# آلفرد گادوین-آوستن
آلفرد رید گادوین آستن (انگلیسی: Alfred Reade Godwin-Austen؛ ۱۷ آوریل ۱۸۸۹ – ۲۰ مارس ۱۹۶۳) فرد نظامی اهل بریتانیا بود. وی همچنین برندهٔ جوایزی همچون صلیب نظامی شده‌است.